# 瓦莱里奥·佩伦廷
瓦莱里奥·佩伦廷（義大利語：Valerio Perentin，1909年7月12日—1998年1月7日），意大利男子赛艇运动员。他曾代表意大利参加1928年和1936年夏季奥林匹克运动会赛艇比赛，获得一枚金牌。